# プランタン銀座
プランタン銀座（プランタンぎんざ、英: PRINTEMPS GINZA、仏: LE PRINTEMPS GINZA）は、東京都中央区銀座三丁目にあった日本の百貨店である。2016年（平成28年）12月31日に閉店した。
運営会社の株式会社プランタン銀座についてはマロニエゲートの項を参照。

## 概要
ダイエーは百貨店事業へ進出するために1980年にフランスの百貨店プランタンと提携し、「プランタン」が日本へ進出する。1983年（昭和58年）8月17日に運営会社の株式会社プランタン銀座がダイエーの子会社として設立され、1984年（昭和59年）4月27日にダイエーグループのプランタン4号店としてプランタン銀座が開業した。読売新聞社跡地に建設され、面積は2万平方メートルであった。「プランタン (ダイエーの店舗ブランド)」に詳述がある。
2000年3月にダイエーによる「プランタン」の使用契約が満了し、プランタン銀座以外の「プランタン」はカテプリに名称変更されたが、プランタン銀座は個別に商号および商標の使用契約をプランタンと結んでいたために名称は変更されず、日本国内で唯一「プランタン」を名乗る。
ダイエーの経営悪化により、運営会社の株式会社プランタン銀座株はダイエーから読売新聞社へ売却され、読売新聞社は株式の30%を三越へ売却し、2002年6月14日にダイエーグループを離れ、読売グループと三越伊勢丹グループの一員となった。
2015年12月15日に、2016年12月末までにフランスのプランタンと結んでいた「プランタン」の商号および商標の使用契約を終了し、2017年3月にプランタン銀座を新名称でリニューアルすることが発表された。外国人観光客の増加、湾岸部の開発、客層の変化などにより契約を終了し、訴求する顧客層を20代から40代の女性へ広げる。
2016年（平成28年）8月31日に、2017年のリニューアル後の施設名を「マロニエゲート銀座」に改称すると発表した。
2016年（平成28年）12月31日にプランタン銀座が閉店し、日本国内から「プランタン」の店舗が姿を消した。

## 沿革
- 1980年（昭和55年）3月：ダイエーがフランスのプランタンと提携する。
- 1983年（昭和58年）8月17日：運営会社としてダイエー子会社の株式会社プランタン銀座が設立される[4]。
- 1984年（昭和59年）4月27日：プランタン銀座が開業[1]する。ダイエー傘下の日本国内4号店である。
- 2000年（平成12年）3月22日：ダイエーが運営するプランタン新さっぽろの名称がカテプリ新さっぽろに変更され[12]、日本で「プランタン」の店舗はプランタン銀座のみとなる。
- 2002年（平成14年）6月14日：ダイエーがプランタン銀座の株式を読売新聞社へ売却[8]し、読売新聞社は三越に株式の一部を売却[7]してダイエーグループを離脱し、読売グループおよび三越グループ[13]の一員となる[9]。
- 2016年（平成28年）12月31日：｢プランタン｣の商号・商標使用契約が終了し、プランタン銀座が閉店[2]する。
- 2017年（平成29年）3月15日 - 「マロニエゲート銀座」として新装開業[3]し、プランタン銀座本館を「マロニエゲート銀座2」、プランタン銀座アネックスを「マロニエゲート銀座3」とした。

## クレジットカード
提携カードとして「プランタンGINZAカード」を発行していた。
- ダイエーグループ時代はオーエムシーカード[15]と提携して発行され、他のダイエー系百貨店である十字屋や三春屋などは一部文字部のみを除き券面が当時のOMCカードのデザインに準拠していたが、本カードはセゾンカードを思わせる上部に青を配したオリジナルデザインを採用し、『OMC』ロゴを排して国際ブランドのVISA、MasterCard、JCBのみを前面に配した[要出典]。
- 読売新聞グループ時代は、ユーシーカード[16]と提携で発行された。国際ブランドはVISAおよびMasterCardと提携し、デザインはVISAがピンク、MasterCardがパープル基調であった。プランタン銀座の営業を終了する2016年12月末で提供されるサービスの終了が告知された[14][注 1]。